# Chiloglanis lukugae
Chiloglanis lukugae är en fiskart som beskrevs av Poll, 1944. Chiloglanis lukugae ingår i släktet Chiloglanis och familjen Mochokidae. IUCN kategoriserar arten globalt som livskraftig. Inga underarter finns listade i Catalogue of Life.